# Fredrik Ekerot
Bror Fredrik Ekerot, född 19 maj 1817 i Kalmar domkyrkoförsamling, död 13 april 1883 i Öja församling, Kronobergs län, var en svensk apotekare och politiker.
Fredrik Ekerot var riksdagsman för borgarståndet i Växjö vid ståndsriksdagen 1862/63 och för Växjö och Laholm vid ståndsriksdagen 1865–1866. Han var mandatperioden 1867–1870 ledamot av andra kammaren, invald i Växjö, Eksjö och Vimmerby valkrets.